# Budweiser
Budweiser (Будва́йзер, «будейовицьке [пиво]») — пиво (світлий лагер), який виготовляє пивоварна компанія Anheuser-Busch InBev. На відміну від «пльзенського» (нім. Pilsner, пільзнер), яке стало позначенням окремого виду пива, «будейовицьке» є зареєстрованою торговельною маркою, право використання якої є предметом більш ніж сторічної суперечки.

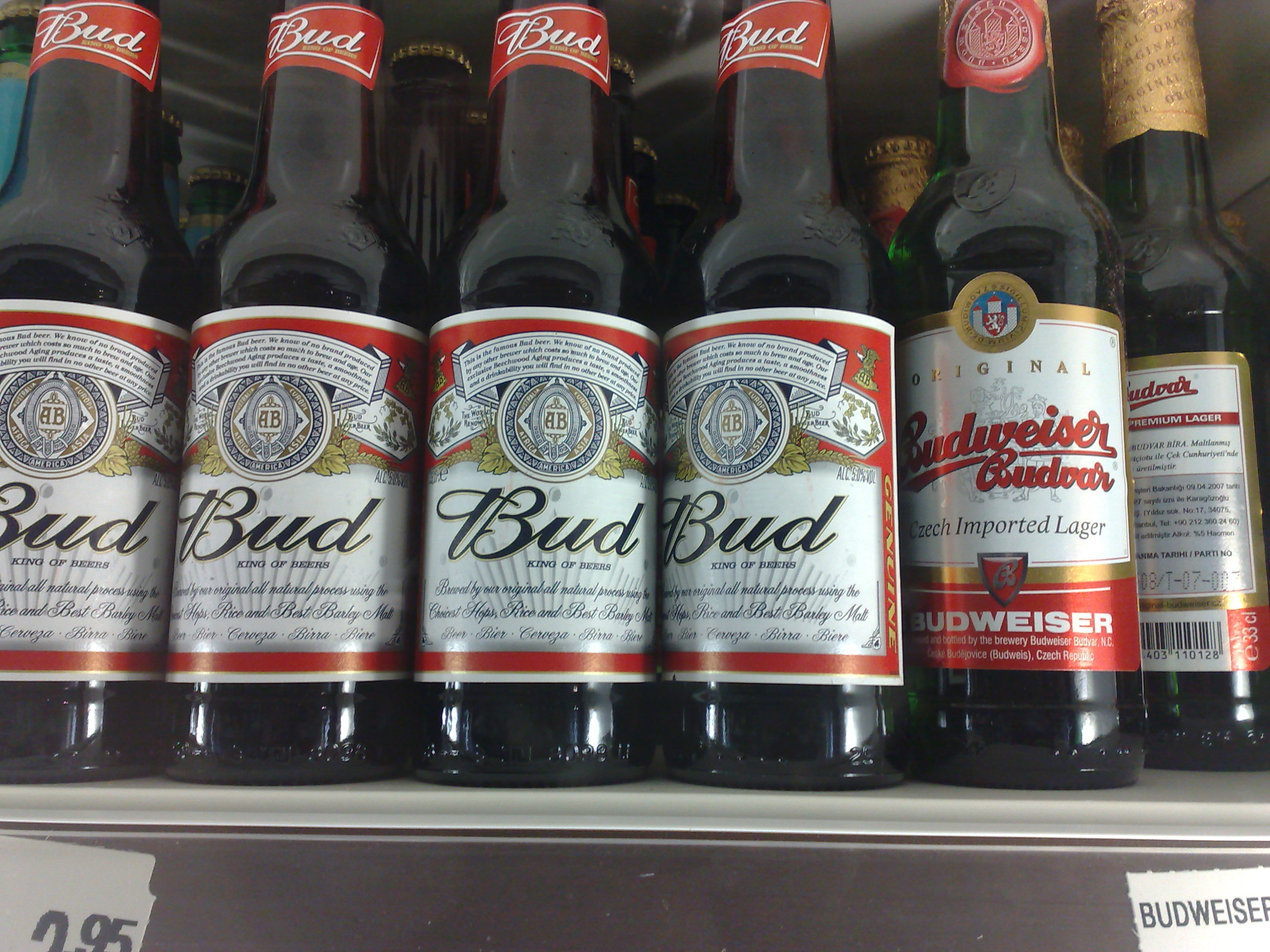
Американський Bud та чеський Budweiser на одній поличці магазину в Туреччині.

Наразі назва Budweiser може відноситися до продукції наступних броварень:
- Budweiser Bürgerbräu — заснована 1795 року броварня, що належала німецькомовним мешканцям Чеських Будейовиць. Історично перший виробник Budweiser, у 1990-х відновила права на використання цього слова у назві своєї продукції, наразі використовує у власних торговельних марках німецькомовне словосполучення Budweiser Bier («будейовицьке пиво»), винятком є ринок США, де пиво броварні продається під ТМ «B. B. Bürgerbräu»;
- Anheuser-Busch — американська броварня, чий Budweiser був виведений на ринок 1876 року як зареєстрована у США торговельна марка, що швидко стала основним брендом компанії та наразі має статус світової торговельної марки найбільшого світового виробника пива Anheuser-Busch InBev. На більшості світових ринків застосовує ТМ Budweiser, однак у Європі здебільшого змушена використовувати скорочену назву Bud.
- Budweiser Budvar — ще одна чеська броварня з Чеських Будейовиць, почала виробництво свого варіанту «будейовицького» у 1895 році. Наразі використовує торговельну марку Budweiser Budvar або її чеськомовний відповідник Budějovický Budvar, окрім північноамериканського ринку, на якому змушена продавати свою продукцію під назвою Czechvar.

## Суперечка щодо використання назви
Передумовою виникнення суперечки щодо назви Budweiser став початок випуску пива під цією торговельною маркою американською пивоварною компанією Anheuser-Busch у 1876 році. Назву було обрано аби підкреслити преміальність нового сорту пива, оскільки уже на той час чеське пиво було добре відомим та асоціювалося з високою якістю. На момент появи американського Budweiser аналогічну назву носило пиво виробництва чеської броварні з Чеських Будейовиць Budweiser Bürgerbräu, а з 1895 року пиво під такою ж назвою почала виробляти й нова броварня з того ж міста Budweiser Budvar.
Торговельна марка американського виробника була належним чином зареєстрована у США, у той час як обидві чеські броварні мали низку зареєстрованих у Європі торговельних марок з використанням слова Budweiser («будейовицьке») у назві. Початок суперечки щодо права використання цієї назви пов'язаний з поступовою глобалізацією пивного ринку і датується 1907 роком, у якому уперше пиво виробництва чеських та американської броварень почало з'являтися на одному й тому ж ринку. Попереднім вирішенням суперечки стала домовленість, досягнута того ж року, відповідно до якої назву Budweiser на американському ринку могла використовувати лише продукція Anheuser-Busch, а на європейських ринках — лише продукція чеських виробників. Зазначений принцип загалом залишається в силі й посьогодні, хоча протягом наступних 100 років правила використання торговельної марки Budweiser на конкретних ринках неодноразово переглядалися як через нові уточнені домовленості, так й через судові рішення.
Чеські броварні мають екслюзивне право на використання ТМ Budweiser на ринку більшості країн Європейського Союзу, де це право захищене внутрішнім законодавством про географічне зазначення. Водночас, наприклад, на території Великої Британії і чеські, і американська компанії мають юридично закріплені права на використання цієї торговельної марки.